# 卡洛斯·卡華路
卡洛斯·卡華路（葡萄牙語：Carlos Augusto Soares da Costa Faria Carvalhal，葡萄牙語發音：[ˈkaɾluʃ kɐɾvɐˈʎal]，1965年12月4日—）是一名葡萄牙前足球員，場上司職中堅，曾三度效力家鄉母會布拉加。退役後轉任教練。

## 榮譽

### 領隊
歷索斯
- 葡萄牙盃（Taça de Portugal）
  - 亞軍：2001/02年；
- 葡萄牙超級盃
  - 亞軍：2002年；

塞圖巴爾
- 葡萄牙联赛盃（Taça da Liga）
  - 冠軍：2007/08年；

布拉加
- 葡萄牙联赛盃（Taça da Liga）
  - 亞軍：2020/21年；
- 葡萄牙盃（Taça de Portugal）
  - 冠軍：2020/21年；

## 外部連結
- 卡洛斯·卡華路於ForaDeJogo的個人資料
- 卡洛斯·卡華路的領隊數據 於ForaDeJogo